# Кусенко Ольга Яківна
О́льга Я́ківна Кусе́нко (11 листопада 1919, Канів — 17 листопада 1997, Київ) — українська акторка. Народна артистка УРСР (1962). Народна артистка СРСР (1967). 
Перша дружина Юрія Тимошенка.

## Біографія
Народилася 11 листопада 1919 в місті Каневі (нині Черкаської області). Виховувала її мати, бо батько загинув від рук бандитів у рік її народження. Через деякий час потрапила до дитячого будинку, потім до інтернату. Скрізь активно брала участь у театральній самодіяльності.
У 1937–1941 навчалася в Київському театральному інституті (курс Г. Полежаєва).
На початку радянсько-німецької війни стала санітаркою, згодом — молодшою медсестрою в військово-санітарному потязі.
З 1942 — артистка Сталінградського фронтового театру, потім театру 4-го Українського фронту. Провела понад 450 концертів на передовій.

Могила Ольги Кусенко

3 1944 працювала в Київському українському драматичному театрі імені Івана Франка. Член КПРС з 1953.
З 1973 по 1987 — Голова Правління Президії Українського театрального товариства.
Була депутаткою Верховної Ради Української РСР 6–8-го скликань (1963–1975).
Померла 17 листопада 1997 в Києві. Похована на Байковому кладовищі.

## Відзнаки
- Нагороджена орденами Трудового Червоного Прапора, «Знак Пошани», медалями.
- Лауреатка Сталінської премії (1951).
- Премія ім. Марії Заньковецької (1997, посмертно)

## Акторські роботи у кіно
- 1941 — Сім'я Януш
- 1952 — В степах України (фільм-спектакль) — Катерина, трактористка
- 1953 — Мартин Боруля — Марися, донька Борулі
- 1953 — Калиновий гай — Василина, ланкова
- 1959 — Солдатка — Ганна Чаплій
- 1962 — Свіччинє весілля (фільм-спектакль) — Меланка
- 1964 — Фараони — Одарка
- 1964 — Сумка, повна сердець — Ганна
- 1964 — Сторінка життя
- 1974 — Кассандра (фільм-спектакль) — Андромаха
- 1992 — Для домашнього огнища

## Театральні роботи
- «Антигона» Софокла — Евридика;
- «Вишневий сад» А. Чехова — Варя;
- «Кассандра» — Андромаха;
- «Макар Діброва» О. Корнійчука — Ольга;

Меморіальна дошка

- «Глитай, або ж Павук» М. Кропивницького — Олена;
- «Багато галасу даремно» В. Шекспіра — Беатриче;
- «Недоля» — Катря;
- «Свіччине весілля» І. Кочерги — Меланка;
- «Украдене щастя» Т. Шевченка — Ганна;
- «Ярослав Мудрий» І. А. Кочерги — Інгигерда.

## Пам'ять
У Києві, на будинку по вулиці Хрещатик, 15, де жила акторка з 1950 по 1997 рік, 24 березня 2010 року встановлено гранітну меморіальну дошку.